# Scott Phillips
Thomas Scott Flip Philips (ur. 22 lutego 1973 w Jackson, Mississippi) – perkusista zespołów Alter Bridge i Creed.
Philips zaczął grać na perkusji już w wieku 18 lat, ale rozwijał się także w kierunku klawiszowca. Na wydanej przez Creed płycie Weathered, Philips grał nie tylko na perkusji ale, także na keybordzie.
Muzyk jest endroserem instrumentów firm Drum Workshop, Vic Firth, Evans i Zildjian.

## Dyskografia
- Pete Way – Alive In Cleveland (2003)[6]